# Hymenolobium mesoamericanum
Hymenolobium mesoamericanum es una especie de planta floral del género Hymenolobium, tribu Dalbergieae, subfamilia, Faboideae.

## Distribución
Se distribuye por Costa Rica, Honduras, Nicaragua y Panamá. Crece en el bioma tropical húmedo.

## Taxonomía
Fue descrita por H.C.Lima y publicada en Anales del Jardín Botánico de Misuri 75: 1145 (1988).